# Phyllodromica princisi
Phyllodromica princisi är en kackerlacksart som beskrevs av Fernandes 1962. Phyllodromica princisi ingår i släktet Phyllodromica och familjen småkackerlackor.

## Underarter
Arten delas in i följande underarter:
- P. p. princisi
- P. p. bermejae